# Посёлок Мелиораторов (Тюмень)
Мелиораторов — упразднённый посёлок находившаяся в подчинении Калининского района городского округа город Тюмень Тюменской области. В 2004 году включен в состав города и исключен из учётных данных. Данное постановление фактически узаконило решение о включении посёлка в состав города принятое в 1996 году.

## География
Центральной транспортной артерией является улица Мелиораторов. С севера микрорайон ограничивает Окружная дорога. Также через микрорайон проходит улица Щербакова Тюмени, переходящая за городом в Велижанский тракт.
Первоначально посёлок располагался на заболоченной местности. Поэтому по периметру микрорайона проходят дренажные канавы с несколькими прудами. На северо-востоке располагается озеро и болото «Липовое». Имеются скверы «Мелиораторов», «Вдохновение».

## История
В 1963 году выделение Ембаевским сельсоветом места под опорно-показательную мелиоративно-машинную станцию (ММС).
28 января 1965 года согласно приказу № 1 треста «Тюменьмелиоводстрой» создание посёлка Мелиораторов. Заселяются первые 2 деревянных дома барачного типа, построенные для работников предприятия.
4 апреля 1979 посёлок входит в подчинение Ленинского райсовета Тюмени.
В 1980 году ПВС РСФСР утверждено принятое Тюменским обл советом решение от 12.11.1979 года о преобразовании посёлка Мелиораторов в рабочий посёлок.
7 октября 2004 года рабочий посёлок Мелиораторов был упразднён.

## Население
| 1989 | 2002  |
| ---- | ----- |
| 5053 | ↗5340 |

## Известные уроженцы, жители
Голышев, Вячеслав Николаевич (1963—1984), герой Афганской войны, окончил среднюю школу в посёлке Мелиораторов.

## Инфраструктура
Центр микрорайона представляет собой многоэтажную жилую застройку с социальной инфраструктурой. С запада и с севера находится частный сектор (СНТ), на востоке через улицу Щербакова промзона.
- Средняя школа № 45
- Детская гимназия «Аврора» и Детский сад № 121 (2 корпус)
- Дом культуры «Орфей»
- Поликлиника № 8
- Почтовое отделение

## Транспорт
Имеется автобусная остановка Посёлок ММС.